# 5656 Oldfield
Oldfield (asteróide 5656) é um asteróide da cintura principal, a 1,8156967 UA. Possui uma excentricidade de 0,2619057 e um período orbital de 1 409,25 dias (3,86 anos).
Oldfield tem uma velocidade orbital média de 18,99008973 km/s e uma inclinação de 4,0212º.
Este asteróide foi descoberto em 8 de Outubro de 1920 por Walter Baade.